# Hélène Louvart
Hélène Louvart (Pontarlier, 2 settembre 1964) è una direttrice della fotografia francese.

## Biografia
Formatasi all'École nationale supérieure Louis-Lumière, dagli anni 2010 collabora spesso con registi come Alice Rohrwacher, Eliza Hittman e Karim Aïnouz. È stata candidata ai David di Donatello per la fotografia del film della Rohrwacher Lazzaro felice (2018), girato in Super 16 millimetri. Ha vinto l'Orso d'argento per il miglior contributo artistico al Festival di Berlino per la fotografia del film Disco Boy (2023).

## Filmografia parziale
- Ci sarà la neve a Natale? (Y aura-t-il de la neige à Noël?), regia di Sandrine Veysset (1996)
- La Voleuse de Saint-Lubin, regia di Claire Devers (1999)
- Le Harem de Mme Osmane, regia di Nadir Moknèche (2000)
- Sauve-moi, regia di Christian Vincent (2000)
- Pau i el seu germà, regia di Marc Recha (2001)
- Une part du ciel, regia di Bénédicte Liénard (2002)
- La Cage, regia di Alain Raoust (2002)
- Raja, regia di Jacques Doillon (2003)
- Maʿārik ḥubb, regia di Danielle Arbid (2004)
- Ma mère, regia di Christophe Honoré (2004)
- Le Dernier Jour, regia di Rodolphe Marconi (2004)
- Les Enfants, regia di Christian Vincent (2005)
- Vers Mathilde, regia di Claire Denis – documentario (2005)
- Hotel cinque stelle (Quatre étoiles), regia di Christian Vincent (2006)
- L'uomo che cammina (L'Homme qui marche), regia di Aurélia Georges (2007)
- Le Premier Venu, regia di Jacques Doillon (2008)
- Les Plages d'Agnès, regia di Agnès Varda – documentario (2008)
- Toutes les filles pleurent, regia di Judith Godrèche (2010)
- Pina, regia di Wim Wenders – documentario (2011)
- Corpo celeste, regia di Alice Rohrwacher (2011)
- Quando ti ho visto (Lammā šuftak), regia di Annemarie Jacir (2012)
- Goodbye Morocco, regia di Nadir Moknèche (2013)
- Apache (Les Apaches), regia di Thierry de Peretti (2013)
- Mille soleils, regia di Mati Diop – mediometraggio (2013)
- Le meraviglie, regia di Alice Rohrwacher (2014)
- Pazza idea (Xenia), regia di Panos H. Koutras (2014)
- The Smell of Us, regia di Larry Clark (2014)
- Arianna, regia di Carlo Lavagna (2015)
- Peur de rien, regia di Danielle Arbid (2015)
- Beach Rats, regia di Eliza Hittman (2017)
- L'intrusa, regia di Leonardo Di Costanzo (2017)
- Petra, regia di Jaime Rosales (2018)
- Lazzaro felice, regia di Alice Rohrwacher (2018)
- Maya, regia di Mia Hansen-Løve (2018)
- La vita invisibile di Eurídice Gusmão (A vida invisível), regia di Karim Aïnouz (2019)
- Rocks, regia di Sarah Gavron (2019)
- Mai raramente a volte sempre (Never Rarely Sometimes Always), regia di Eliza Hittman (2020)
- L'amica geniale – serie TV, episodi 2x04-2x05 (2020)
- I cieli di Alice (Sous le ciel d'Alice), regia di Chloé Mazlo (2020)
- Murina, regia di Antoneta Alamat Kusijanović (2021)
- La figlia oscura (The Lost Daughter), regia di Maggie Gyllenhaal (2021)
- L'innamorato, l'arabo e la passeggiatrice (Viens je t'emmène), regia di Alain Guiraudie (2022)
- Due fratelli (Un petit frère), regia di Léonor Serraille (2022)
- Le pupille, regia di Alice Rohrwacher – cortometraggio (2022)
- Nezouh - Il buco nel cielo (Nuzūḥ), regia di Sudad Ka'dan (2022)
- Disco Boy, regia di Giacomo Abbruzzese (2023)
- L'ultima regina - Firebrand (Firebrand), regia di Karim Aïnouz (2023)
- La chimera, regia di Alice Rohrwacher (2023)
- Motel Destino, regia di Karim Aïnouz (2024)
- The Salt Path, regia di Marianne Elliott (2024)
- Leggere Lolita a Teheran, regia di Eran Riklis (2024)
- Eleanor the Great, regia di Scarlett Johansson (2025)
- Romería, regia di Carla Simón (2025)

## Riconoscimenti
- Festival di Berlino
  - 2023 – Orso d'argento per il miglior contributo artistico per Disco Boy
- British Independent Film Awards
  - 2021 – Candidatura alla miglior fotografia per Rocks
- David di Donatello
  - 2019 – Candidatura alla miglior autrice della fotografia per Lazzaro felice
  - 2024 – Candidatura alla miglior autrice della fotografia per La chimera
- Independent Spirit Awards
  - 2018 – Candidatura alla miglior fotografia per Beach Rats
  - 2021 – Candidatura alla miglior fotografia per Mai raramente a volte sempre
  - 2023 – Candidatura alla miglior fotografia per Murina
- Premi Lumière
  - 2024 – Candidatura alla migliore fotografia per Disco Boy